# Ok nefna tysvar ty
Ok nefna tysvar ty (‚Und rufe zweimal Tyr‘) ist das dritte Studioalbum der deutsch-isländischen Viking-Metal-Band Falkenbach. Es wurde am 3. November 2003 via Napalm Records veröffentlicht. Es erschien außerdem eine limitierte Digipak-Version mit anderem Cover, einer schwarz-goldenen Prägung sowie einen Internet-Link zu den in Donar’s Oak gesungenen Strophen der Edda. Die ebenfalls erschienene LP ist auf 1000 Kopien limitiert.
Ok nefna tysvar ty ist das erste Album, bei dem Vratyas Vakyas mit Studiomusikern arbeitete. Unterstützt wurde er von drei Mitgliedern der luxemburgischen Band Vindsval. Generell fiel das Album viel melodischer aus als der Vorgänger. Die sieben Lieder greifen kaum auf Black-Metal-Einflüsse zurück, und Vratyas screamt nur im Lied Vanadis.

## Titelliste
1. Vanadis – 09:25
2. … As Long as Winds Will Blow … – 04:02
3. Aduatuza – 04:35
4. Donar’s Oak – 04:48
5. … The Ardent Awaited Land – 03:28
6. Homeward Shore – 05:31
7. Farewell – 08:07